# روي كاسل
روي كاسل (بالإنجليزية: Roy Castle)‏ هو راقص ومغني ومقدم تلفزيوني وممثل بريطاني، ولد في 31 أغسطس 1932 في Scholes, Holme Valley ‏ في المملكة المتحدة، وتوفي في 2 سبتمبر 1994 في باكينغهامشير في المملكة المتحدة بسبب سرطان الرئة.

## وصلات خارجية
- روي كاسل على موقع IMDb (الإنجليزية)
- روي كاسل على موقع ميوزك برينز (الإنجليزية)
- روي كاسل على موقع قاعدة بيانات برودواي على الإنترنت (الإنجليزية)
- روي كاسل على موقع ديسكوغز (الإنجليزية)
- روي كاسل على موقع قاعدة بيانات الفيلم (الإنجليزية)